# 景廉
景廉（けいれん、gingliyan、1823年 - 1885年）は、清の官僚。字は季泉、号は秋坪。
満州正黄旗人。ヤンジャ氏（yanja hala、顔札氏）。1852年に進士となり、侍講学士となった。後に鑲紅旗満州副都統となり、刑部右侍郎、吏部左侍郎を歴任した。1858年、イリ参賛大臣となった。在任中は綱紀を粛正し、官吏のゆすりたかりを禁止した。1862年、ヤルカンド参賛大臣に転任。1865年には甘粛省の回民蜂起の鎮圧に参加した。1866年、ハミ幇弁大臣に任命された。1871年にロシア帝国がイリ地方を占領すると、奪回に動いたが失敗した。1874年、欽差大臣に任命され、ヤクブ・ベクの乱の対処にあたった。1875年、正白旗漢軍都統となり、北京に戻った。1876年、軍機大臣・総理各国事務衙門大臣に昇進した。その後、工部尚書、戸部尚書、兵部尚書を歴任した。